# Теорема Какутані про нерухому точку
Теорема Какутані про нерухому точку — твердження в опуклій геометрії, що є узагальненням теореми Брауера про нерухому точку. Теорема має широке застосування в економіці, зокрема у знаменитому доведенні існування рівноваги Неша.

## Твердження теореми

### Необхідні означення
Багатозначною функцією φ із множини X у множину Y називається функція із X у булеан множини Y, φ: X → 2Y, для якої також φ(x) є непорожньою множиною для всіх {\displaystyle x\in X}.
Багатозначна функція φ: X → 2Y називається замкнутою якщо множина {(x,y) | y ∈ φ(x)} є замкнутою підмножиною у X × Y. Іншими словами, якщо для послідовностей {\displaystyle \{x_{n}\}_{n\in \mathbb {N} }} і {\displaystyle \{y_{n}\}_{n\in \mathbb {N} }} для яких {\displaystyle x_{n}\to x}, {\displaystyle y_{n}\to y} і {\displaystyle y_{n}\in \varphi (x_{n})} для всіх {\displaystyle n}, також {\displaystyle y\in \varphi (x)}.
Багатозначна функція φ: X → Y називається напівнеперервною зверху в точці x, якщо для будь-якого околу U множини-образу φ(x) існує окіл V точки x, такий, що {\displaystyle \phi (V)\subset U,} де {\displaystyle \phi (V)=\bigcup _{x\in V}\phi (x)}. Функція називається напівнеперервною зверху, якщо вона є напівнеперервною зверху в кожній точці. Якщо множина X є компактною то багатозначна функція є замкнутою тоді і тільки тоді коли вона є напівнеперервною зверху і φ(x) є замкнутою множиною для всіх x.
Нехай φ: X → 2X — багатозначна функція. Тоді a ∈ X називається нерухомою точкою функції φ якщо a ∈ φ(a).
ε-сіткою у метричному просторі X називається така підмножина S, що для кожної точки x у X існує точка у S відстань до якої є меншою за ε. Для компактного простору X завжди існує скінченна ε-сітка.

### Твердження теореми
Нехай X непорожня, компактна і опукла підмножина евклідового простору Rn. Якщо φ: X → 2X є замкнутою багатозначною функцією на X і для всіх x ∈ X множина φ(x)  є непорожньою і опуклою то для функції φ існує нерухома точка.

## Доведення
Оскільки X — компактна множина, то для неї існує скінченна ε-сітка {\displaystyle N_{\epsilon }=\{a_{\epsilon }^{i}|i=1,...,s_{\epsilon }\}} для будь-якого ε > 0. Виберемо і зафіксуємо довільну точку {\displaystyle b_{\epsilon }^{i}} в кожній із множин {\displaystyle f(a_{\epsilon }^{i})}. Задамо тепер {\displaystyle s_{\epsilon }} неперервних на X функцій {\displaystyle \theta _{\epsilon }^{i}}, що мають вигляд 
{\displaystyle \theta _{\epsilon }^{i}(x)=\max\{\epsilon -\lVert x-a_{\epsilon }^{i}\rVert ,0\}\quad i=1,...s_{\epsilon }.}
Ці функції є невід'ємними і окрім того того, їх сума завжди є додатною оскільки з означення ε-сітки для будь-якого x маємо {\displaystyle \epsilon >\lVert x-a_{\epsilon }^{i}\rVert } хоча б для одного i, так що для цього i маємо {\displaystyle \theta _{\epsilon }^{i}(x)>0.}. Виходячи з цього, можна побудувати {\displaystyle s_{\epsilon }}вагових функцій  
{\displaystyle w_{\epsilon }^{i}(x)={\frac {\theta _{\epsilon }^{i}(x)}{\sum _{j=1}^{s_{\epsilon }}\theta _{\epsilon }^{j}(x)}}\quad i=1...s_{\epsilon }.}
Користуючись ваговими функціями {\displaystyle w_{\epsilon }^{i}(x),} визначимо однозначне неперервне відображення {\displaystyle f_{\epsilon }(x)} за допомогою формули 
{\displaystyle f_{\epsilon }(x)=\sum _{j=1}^{s_{\epsilon }}w_{\epsilon }^{i}(x)b_{\epsilon }^{i}.}
З умов {\displaystyle b_{\epsilon }^{i}\in X\quad (i=l,...,s_{\epsilon }),\,w_{\epsilon }^{i}(x)\geqslant 0,\sum w_{\epsilon }^{i}(x)=l} і з опуклості множини X випливає, що {\displaystyle f(x)\in X}.
Таким чином, при будь-якому ε > 0 ми маємо однозначне неперервне відображення {\displaystyle f_{\epsilon }:X\to X}. По теоремі Брауера про нерухому точку у цього відображення є нерухома точка {\displaystyle x_{\epsilon }}.
Побудуємо такі ж функції і точки для послідовності додатних чисел {\displaystyle \{\epsilon _{\nu }\}} для якої {\displaystyle \lim \epsilon _{\nu }=0.} Оскільки множина X є компактною відповідна послідовність нерухомих точок {\displaystyle \{x_{\epsilon _{\nu }}\}}(для яких {\displaystyle x_{\epsilon _{\nu }}=f(x_{\epsilon _{\nu }}),} містить підпослідовність, що збігається до деякої границі {\displaystyle {\bar {x}}}. Тому можна вважати, що обрана послідовність {\displaystyle \{\epsilon _{\nu }\}} додатних чисел задовольняє умовам
1. {\displaystyle \lim _{\nu \to \infty }\epsilon _{\nu }=0,}
2. {\displaystyle \lim _{\nu \to \infty }x^{\epsilon _{\nu }}={\bar {x}},}
3. {\displaystyle x_{\epsilon _{\nu }}=f(x_{\epsilon _{\nu }}).}

Тоді {\displaystyle {\bar {x}}} є нерухомою точкою відображення f. Для доведення цього розглянемо множину {\displaystyle O_{\delta }=f({\bar {x}})+U_{\delta }}, де {\displaystyle U_{\delta }=\{u|\lVert u\rVert <\delta \}} при {\displaystyle \delta >0}. Якщо при будь-якому {\displaystyle \delta >0} виявиться, що {\displaystyle {\bar {x}}\in O_{\delta }}, то звідси буде випливати, що {\displaystyle {\bar {x}}\in f({\bar {x}})} через замкнутість множини {\displaystyle f({\bar {x}})} в X. 
Множина {\displaystyle O_{\delta }} є відкритою множиною, що містить множину  {\displaystyle f({\bar {x}}),} оскільки вона є об'єднанням відкритих множин {\displaystyle O_{\delta }=\bigcup _{x\in f({\bar {x}})}(x+U_{\delta }).} Також вона є опуклою оскільки вона є векторною сумою двох опуклих множин {\displaystyle f({\bar {x}})} і {\displaystyle U_{\delta }.}
Відображення f є напівнеперервним зверху і тому з того, що {\displaystyle O_{\delta }} — відкрита множина, що включає {\displaystyle f({\bar {x}})} випливає, що існує ε-окіл Vε точки {\displaystyle {\bar {x}}}, для якого {\displaystyle f(V_{\epsilon })\subset O_{\delta }.} Зважаючи на властивості послідовності {\displaystyle \{\epsilon _{\nu }\}} для досить великих {\displaystyle \nu } маємо {\displaystyle \epsilon _{\nu }<\epsilon /2} і {\displaystyle x_{\epsilon _{\nu }}\in V_{\epsilon /2}}.
При цьому виконання нерівності {\displaystyle w_{\epsilon _{\nu }}^{i}(x_{\epsilon _{\nu }})>0} означає, що
{\displaystyle \lVert x_{\epsilon _{\nu }}-a_{\epsilon _{\nu }}^{i}\rVert <\epsilon _{\nu }<\epsilon /2}
і
{\displaystyle \lVert {\bar {x}}-a_{\epsilon _{\nu }}^{i}\rVert \leqslant \lVert {\bar {x}}-x_{\epsilon _{\nu }}\rVert +\lVert x_{\epsilon _{\nu }}-a_{\epsilon _{\nu }}^{i}\rVert <\epsilon .}
В результаті при всіх досить великих {\displaystyle \nu } маємо {\displaystyle a_{\epsilon _{\nu }}^{i}\in V_{\epsilon }} для кожного i для якого {\displaystyle w_{\epsilon _{\nu }}^{i}(x_{\epsilon _{\nu }})>0.} Звідси випливає що 
{\displaystyle b_{\epsilon _{\nu }}^{i}\in f(a_{\epsilon _{\nu }}^{i})\subset f(V_{\epsilon })\subset O_{\delta }}
Тоді враховуючи що {\displaystyle x_{\epsilon _{\nu }}=\sum w_{\epsilon _{\nu }}^{i}(x_{\epsilon _{\nu }})b_{\epsilon _{\nu }}^{i}.} точка {\displaystyle x_{\epsilon _{\nu }}} при досить великих {\displaystyle \nu } є опуклою лінійною комбінацією тільки тих точок {\displaystyle b_{\epsilon _{\nu }}^{i},} які належать {\displaystyle O_{\delta }} і оскільки множина є опуклою, то {\displaystyle x_{\epsilon _{\nu }}\in O_{\delta }.}
Спрямовуючи {\displaystyle \nu } до нескінченності отримуємо, що {\displaystyle {\bar {x}}\in {\overline {O_{\delta }}}.} Звідси {\displaystyle {\bar {x}}\in O_{\delta }} при будь-якому {\displaystyle \delta >0,} і з наведених вище аргументів, {\displaystyle {\bar {x}}\in f({\bar {x}}).}